# Таз (река)
Таз (нен. Тасу ям', северносельк. Төс ӄолты) — река на севере Западной Сибири, протекает в восточной части Ямало-Ненецкого автономного округа Тюменской области России. На небольшом участке является границей между округом и Красноярским краем. Длина реки — 1401 км, площадь водосборного бассейна — 150 000 км².
| Средний расход воды (м³/с) реки Таз по месяцам с 1962 по 1996 гг. (замеры производились на гидрологическом посту в 259 км от устья) |

Берёт начало на Сибирских Увалах. Впадает в Тазовскую губу Карского моря несколькими рукавами. Течёт среди болот по северо-восточной части Западно-Сибирской равнины. Долина широкая, русло сильно меандрирует и разветвляется на многочисленные рукава, в устье — мелководный бар. Через реку проходят автозимники из Игарки и Норильска в Новый Уренгой.
На реке расположены село Красноселькуп и посёлок Тазовский. Река судоходна в низовьях. Участок протяжённостью 798 км от села Толька до устья входит в перечень водных путей РФ. Осуществляется промысел муксуна, пеляди, сига, чира, ряпушки (в меньшей мере осётра и нельмы).

## Этимология
Упоминается в грамоте 1601 года как Таз. Название из ненецкого Тасу-Ям, где тасу (таз, таси) «нижний», ям — «большая река». В XVII веке река называлась также Мангазейская, — на ней находился русский торгово-промышленный центр Мангазея.

## Гидрология
Питание преимущественно снеговое (54 %) с большой долей грунтового (27 %). Половодье в верхнем течении с конца апреля по сентябрь, в низовьях — с конца мая по сентябрь. Размах колебаний уровня в верхнем и среднем течении — около 6 м, в нижнем — около 3 м. В устьевом участке (до 200 км) сгонно-нагонные колебания уровней с подъёмом до 2 м.
Среднегодовой расход воды в 259 км от устья — 1046 м³/с (в устье — около 1450 м³/с), средний максимальный — 5380 м³/с, средний минимальный — 118 м³/с. Сток весной — 60 %, летом и осенью — 21 %, зимой — 19 %. Наиболее многоводный месяц — июнь (около 40 % годового стока). Замерзает в октябре, вскрывается в конце мая — начале июня.

## Притоки
По порядку от устья, в скобках указаны сторона впадения и длина рек более 100 км.
- 27 км: Вэсакояха (лв)
- 45 км: Нуныяха (лв, 126 км)
- 51 км: Сямботаяха (лв)
- 68 км: протока Тибейсаляпарод (лв)
  - 9 км: Харвутаяха (лв)
- 70 км: протока Ереям (пр)
- 79 км: Малая Хэяха (лв)
- 86 км: протока Ванепарод (пр)
  - 17 км: Лимбяяха (пр, 139 км)
  - 39 км: протока Парнэям (пр)
    - 6 км: река без названия (пр)
    - 8 км: Хадыта (пр)
- 90 км: протока Хасьинтапарод (Нямбойто) (лв)
  - 9 км Большая Хэяха (лв, 120 км)
  - 30 км: Пухуцяяха (лв)
  - 39 км: река без названия (лв)
  - 54 км: река без названия (лв)
  - 61 км: Юредейяха (лв, 227 км)
- 159 км: протока Яунтарка (лв)
  - 30 км: Мукыръяха (лв)
  - 38 км: протока Ландапарод (лв)
    - 5 км: Малая Тотыдэоттаяха (лв, 113 км)
    - 13 км: протока Тытылькы (лв)
      - 13 км: река без названия (лв)
      - 27 км: Большая Тотыдэоттаяха (лв, 239 км)
      - 72 км: Копыллипылькы (лв)
- 163 км: Хэяха (пр, 158 км)
- 190 км: Русская (пр, 280 км)
- 200 км: река без названия (пр)
- 200 км: Соръяха (пр)
- 219 км: река без названия (пр)
- 222 км: Хуттыяха (пр)
- 224 км: река без названия (пр)
- 234 км: Вангомадэяха (пр)
- 248 км: Панчаткы (пр)
- 256 км: Понголова (пр)
- 264 км: Нюналькы (пр)
- 264 км: Сасаткы (лв)
- 268 км: река без названия (лв)
- 294 км: Момчик (пр)
- 297 км: Воярмолылькы (лв, 169 км)
- 301 км: Косылькы (пр)
- 311 км: река без названия (лв)
- 321 км: Кыпа-Сылькы (лв, 142 км)
- 338 км: Ундылькы (пр, 103 км)
- 342 км: Кыпакы (пр)
- 354 км: Варка-Сылькы (лв, 249 км)
- 359 км: протока Пеляжья
- 380 км: Парусовая (пр, 211 км)
- 404 км: Нярыльмачилькы (пр)
- 412 км: Худосей (пр, 409 км)
- 429 км: Хэтылькы (пр, 272 км)
- 451 км: Кюаткы (лв)
- 463 км: протока Ираткыльтэймы (лв)
  - 7 км: Ираткы (лв)
- 472 км: Кыпа-Мачилькэт (пр)
- 486 км: Пэккылькы (пр, 209 км)
- 513 км: протока Кыпатэмы (пр)
  - 59 км: Щипалькы (пр, 195 км)
- 532 км: Ляккылькы (пр)
- 555 км: Часелька (лв, 295 км)
- 631 км: Нярыльмачилькы (лв)
- 638 км: протока Толькэль-Тэмы (лв)
  - 13 км: Аккалилькы (лв)
  - 15 км: протока Каклыльсарпыль-Тэмы (пр)
  - 61 км: Пюльмаркылькы (лв)
- 647 км: Нюнилькикэ (пр)
- 683 км: Лымпэлькикэ (пр)
- 693 км: Печчалькы (пр, 181 км)
- 718 км: протока Коркынолыльтэмы (пр)
  - 9 км: Пюрмылькикэ (пр)
  - 13 км: Оккы-Порылькы (пр)
- 723 км: Толька (лв, 391 км)
- 733 км: протока Толькинская (лв)
- 747 км: Чурычипылькы (пр)
- 755 км: Кыпа-Кыталькы (лв, 107 км)
- 761 км: Рушмотылькикэ (лв)
- 768 км: Пюлькэтыльмочилькикэ (лв)
- 792 км: Вэттылькы (лв, 273 км)
- 797 км: Топырмачилькикэ (пр)
- 804 км: протока Новая Корылькы (лв)
  - 10 км: Корылькы (лв, 273 км)
- 830 км: Тимпытылькы (лв)
- 854 км: Хэйкы (пр)
- 867 км: Нюнилькикэ (пр)
- 872 км: Сашкина (лв)
- 873 км: Малая Ширта (пр, 102 км)
- 876 км: Большая Ширта (пр, 306 км)
- 890 км: Кокалькы (лв)
- 902 км: протока Кэдэяк (пр)
- 913 км: Покалькы (лв, 260 км)
- 963 км: Алакы (лв)
- 970 км: Ратта (лв, 246 км)
- 986 км: Корылькикэ (пр)
- 1004 км: Кыпа-Контылькы (лв)
- 1016 км: Пюрмалькикэ (лв)
- 1031 км: Кэрипсакы (пр)
- 1046 км: Мотылькы (пр)
- 1050 км: Вэркы-Контылькы (лв)
- 1054 км: Тэрылькикэ (пр)
- 1066 км: Кэттопылькикэ (пр)
- 1077 км: Нярылькы (пр)
- 1091 км: Кэрмылькы (лв)
- 1099 км: Контылькы (пр, 108 км)
- 1117 км: Окпорылькы (лв)
- 1164 км: Почикэлькы (лв)
- 1171 км: Почуга (лв)
- 1196 км: Мотылькы (пр)
- 1202 км: Вэркы-Кэлькы (пр)
- 1220 км: река без названия (пр)
- 1229 км: река без названия (пр)
- 1239 км: Канаткина (лв)
- 1245 км: Дындовский Таз (пр, 106 км)
- 1259 км: Тунункы (лв)
- 1261 км: река без названия (лв)
- 1279 км: река без названия (лв)
- 1281 км: река без названия (пр)
- 1284 км: Ай-Кикэ (пр)
- 1290 км: Вэттыолькы (лв)
- 1301 км: Медвежья (пр)
- 1333 км: Заказник (пр)
- 1337 км: Токылылькы (пр)
- 1341 км: Ольканыккы (лв)
- 1351 км: Корылькы (лв)
- 1363 км: Тазовка (пр)
- 1386 км: Левый Таз (лв)
- 1391 км: Правый Таз (пр)

## Данные водного реестра
По данным государственного водного реестра России и геоинформационной системы водохозяйственного районирования территории РФ, подготовленной Федеральным агентством водных ресурсов:
- Бассейновый округ — Нижнеобский;
- Речной бассейн — Таз;
- Речной подбассейн — отсутствует;
- Водохозяйственный участок — Таз;
- Код водного объекта — 15050000112115300063280[3].